# Torneig de les Cinc Nacions 1967
El Torneig de les Cinc Nacions de 1967 fou la 37a edició en el format de cinc nacions i la 73a tenint en compte les edicions del Home Nations Championship. Deu partits es van jugar entre el 14 de gener i el 15 d'abril. França dominiria i guanyaria el torneig. El XV de la Rosa s'enduria la Calcuta Cup.

## Table
| Posició | Nació      | Partits | Partits  | Partits  | Partits | Punts   | Punts     | Punts      | Taula de punts |
| Posició | Nació      | Jugats  | Guanyats | Empatats | Perduts | A Favor | En contra | Diferència | Taula de punts |
| ------- | ---------- | ------- | -------- | -------- | ------- | ------- | --------- | ---------- | -------------- |
| 1       | França     | 4       | 3        | 0        | 1       | 55      | 41        | +14        | 6              |
| 2       | Anglaterra | 4       | 2        | 0        | 2       | 68      | 67        | +1         | 4              |
| 2       | Irlanda    | 4       | 2        | 0        | 2       | 17      | 22        | −5         | 4              |
| 2       | Escòcia    | 4       | 2        | 0        | 2       | 37      | 45        | −8         | 4              |
| 5       | Gal·les    | 4       | 1        | 0        | 3       | 53      | 55        | −2         | 2              |

(Font: rugbyfootballhistory.com:) 

## Results
| França | 8–9 | Escòcia | 14 de gener de 1967 - París Assistència: 32.000 espectadors Àrbitre: K Kelleher (Irlanda) |
|        |     |         | 14 de gener de 1967 - París Assistència: 32.000 espectadors Àrbitre: K Kelleher (Irlanda) |

| Escòcia | 11–5 | Gal·les | 4 de febrer de 1967 - Edimburg Assistència: 70.000 espectadors Àrbitre: K Kelleher (Irlanda) |
|         |      |         | 4 de febrer de 1967 - Edimburg Assistència: 70.000 espectadors Àrbitre: K Kelleher (Irlanda) |

| Irlanda | 3–8 | Anglaterra | 11 de febrer de 1967 - Dublín Àrbitre: D Hughes (Gal·les |
|         |     |            | 11 de febrer de 1967 - Dublín Àrbitre: D Hughes (Gal·les |

| Anglaterra | 12–16 | França | 25 de febrer de 1967 - Londres Assistència: 70.000 espectadors Àrbitre: D d'Arcy (Irlanda) |
|            |       |        | 25 de febrer de 1967 - Londres Assistència: 70.000 espectadors Àrbitre: D d'Arcy (Irlanda) |

| Escòcia | 3–5 | Irlanda | 25 de febrer de 1967 - Edimburg Àrbitre: D Hughes (Gal·les) |
|         |     |         | 25 de febrer de 1967 - Edimburg Àrbitre: D Hughes (Gal·les) |

| Gal·les | 0–3 | Irlanda | 11 de març de 1967 {{{time}}} - Cardiff Àrbitre: M Titcomb (Anglaterra) |
|         |     |         | 11 de març de 1967 {{{time}}} - Cardiff Àrbitre: M Titcomb (Anglaterra) |

| Anglaterra | 27–14 | Escòcia | 18 de març de 1967 {{{time}}} - Londres Àrbitre: D d'Arcy (Irlanda) |
|            |       |         | 18 de març de 1967 {{{time}}} - Londres Àrbitre: D d'Arcy (Irlanda) |

| França | 20–14 | Gal·les | 1 d'abril de 1967 {{{time}}} - París Assistència: 39.367 espectadors Àrbitre: D d'Arcy (Irlanda) |
|        |       |         | 1 d'abril de 1967 {{{time}}} - París Assistència: 39.367 espectadors Àrbitre: D d'Arcy (Irlanda) |

| Irlanda | 6–11 | França | 15 d'abril de 1967 {{{time}}} - Dublín Assistència: 50.000 espectadors Àrbitre: R Burrell (Escòcia) |
|         |      |        | 15 d'abril de 1967 {{{time}}} - Dublín Assistència: 50.000 espectadors Àrbitre: R Burrell (Escòcia) |

| Gal·les | 34–21 | Anglaterra | 15 d'abril de 1967 {{{time}}} - Cardiff Àrbitre: D McMahon (Escòcia) |
|         |       |            | 15 d'abril de 1967 {{{time}}} - Cardiff Àrbitre: D McMahon (Escòcia) |

Font:ESPN